# Alice Munro
Alice Munro (Wingham, Ontario, 10. srpnja 1931. – Port Hope, Ontario, 13. svibnja 2024.) bila je  kanadska književnica, dobitnica Nobelove nagrade za književnost 2013. Piše na engleskom jeziku, jednostavnim proznim stilom. Bitno je doprinijela žanru kratke priče u zadnjim desetljećima 20. stoljeća i 21. stoljeću.

## Životopis
Rođena kao Alice Anne Laidlaw u obitelji oca farmera i majke učiteljice. Pisati je počela u tinejdžerskim danima. Studirala je na Sveučilištu Zapadni Ontario i radila u knjižnici. Nakon udaje za Jamesa Munra seli u Dundarave. Godine 1963. par se seli u Victoriju gdje je otvorio knjižaru. Pisanju se posvetila od kasnih 1960-ih. Ima dvije kćeri iz prvog braka. S drugim suprugom Geraldom Flemingom bila je u braku od 1976. do njegove smrti 2013. Živjela je jednostavnim i povučenim životom u kanadskom gradiću Clinton u pokrajini Ontario.
Kratke priče objavljivala je od 1953. u časopisima. Sabirala ih je u prvoj zbirci "Ples sretnih sjenâ" (Dance of the Happy Shades) 1968. Roman "Životi djevojaka i žena" (The Lives of Girls and Women) objavljuje 1971. Koncipiran je kao skup kratkih priča sa zajedničkom protagonisticom. Radnja njenih priča često je smještena na području Hurona na jugozapadu Ontarija i oslonjena na svakidašnjicu. Teme ponekad potječu iz autoričinog života. Složenost ljudskog bića, međuljudskih odnosa i moralnih dilema prikazuje jednostavnim jezikom. Likovi su nerijetko u sukobu s običajima i tradicijom. U kratkoj formi pripovijetke Munro uspijeva prikazati kompleksnosti epskih razmjera kakve se obično ostvaruju u romanu.

## Djela (nepotpun popis)
- Ples sretnih sjenâ (Dance of the Happy Shades, 1968.), zbirka priča
- Životi djevojaka i žena (The Lives of Girls and Women, 1971.), roman
- Što misliš tko si? (Who Do You Think You Are?, 1978.), zbirka priča
- Jupiterovi mjeseci (The Moons of Jupiter, 1982.), zbirka priča
- Moj prijatelj iz mladosti (Friend of My Youth, 1986.), zbirka priča
- Javne tajne (Open Secrets, 1994.), zbirka priča
- Služba, družba, prošnja, ljubav, brak (Hateship, Friendship, Courtship, Loveship, Marriage, 2001.), zbirka priča
- Odbjegla (Runaway, 2004.), zbirka priča
- Previše sreće (Too Much Happiness) 2009., zbirka priča[2]

## Nagrade (izbor)
- 1968. Nagrada Governor General's za književnost, Kanada
- 1978. Nagrada Governor General's za književnost, Kanada
- 1986. Nagrada Governor General's za književnost, Kanada
- 1998. Nagrada Giller
- 2004. Nagrada Giller
- 2009. Nagrada Man Booker International za životno djelo
- 2013. Nobelova nagrada za književnost